# Dvokrilci
Dvokrilci (lat. Diptera; sin. Muscida) su red malih do srednje velikih kukaca slabo hitinizirane kože. Imaju samo prednji par krila, dok su im umjesto stražnjih krila ostali zakržljali ostaci, mahalice, haltere. Glava im je slobodna i pokretna, usni organi prilagođeni lizanju, bodenju i sisanju. Oči su im velike i sastavljene, ticala malena. Velika opnena krila za mirovanja drže položena ravno na zatku, rjeđe koso poput krova. Naglašeno je spolno dvoličje, mužjaci obično imaju znatno veće oči.
Ličinke su beznožne, s naborima za puzanje, sišu tekućine, uvlače se u kašaste tvari, ili su nametnici. Neke žive u vodi.
Red sadrži više od 100.000 vrsta. Najpoznatije su porodice: komari (Tipulidae), mušice šiškarice (Cecidomyiidae), komarci (Culicidae), obadi (Tabanidae), muhe (Muscidae), mesaruše (Sarcophagidae), štrkovi (Oestridae), cvjetne muhe (Anthomyiidae), ce-ce muhe (Glossinidae).
Neke vrste entomofagnih dvokrilaca iz porodice Cecidomyida korisni su grabežljivci koji napadaju na lisne uši (Aphidina), pa se i vrsta Aphidoletes aphidimyza laboratorijski uzgaja i prodaje za biološko suzbijanje lisnih ušiju.
- Bibio johannis
- Zelia sp.
- Larva predatorske mušice Aphidoletes aphidimyza (u sredini) neđu lisnim ušima

## Razdioba
1. Porodica Cylindrotomidae
2. Porodica Limoniidae
3. Porodica Pediciidae
4. Porodica Tipulidae (komari)
5. Porodica Acartophthalmidae
6. Porodica Acroceridae
7. Porodica Agromyzidae
8. Porodica Anisopodidae
9. Porodica Anthomyiidae
10. Porodica Anthomyzidae
11. Porodica Apioceridae
12. Porodica Apsilocephalidae
13. Porodica Apystomyiidae
14. Porodica Asilidae (muhe grabljivice)
15. Porodica Asteiidae
16. Porodica Atelestidae
17. Porodica Athericidae
18. Porodica Aulacigastridae
19. Porodica Australimyzidae
20. Porodica Austroleptidae
21. Porodica Axymyiidae
22. Porodica Bibionidae (dlakave mušice)
23. Porodica Blephariceridae
24. Porodica Bolbomyiidae
25. Porodica Bolitophilidae
26. Porodica Bombyliidae (muhe lebdilice)
27. Porodica Brachystomatidae
28. Porodica Braulidae
29. Porodica Calliphoridae
30. Porodica Camillidae
31. Porodica Canacidae
32. Porodica Canthyloscelidae
33. Porodica Carnidae
34. Porodica Cecidomyiidae (mušice šiškarice)
35. Porodica Celyphidae
36. Porodica Ceratopogonidae
37. Porodica Chamaemyiidae
38. Porodica Chaoboridae
39. Porodica Chironomidae
40. Porodica Chloropidae
41. Porodica Chyromyidae
42. Porodica Clusiidae
43. Porodica Coelopidae
44. Porodica Conopidae
45. Porodica Corethrellidae
46. Porodica Cryptochetidae
47. Porodica Ctenostylidae
48. Porodica Culicidae (komarci)
49. Porodica Curtonotidae
50. Porodica Cypselosomatidae
51. Porodica Deuterophlebiidae
52. Porodica Diadocidiidae
53. Porodica Diastatidae
54. Porodica Diopsidae
55. Porodica Ditomyiidae
56. Porodica Dixidae
57. Porodica Dolichopodidae (dugonoge muhe)
58. Porodica Drosophilidae
59. Porodica Dryomyzidae
60. Porodica Empididae
61. Porodica Ephydridae
62. Porodica Evocoidae
63. Porodica Fanniidae
64. Porodica Fergusoninidae
65. Porodica Glossinidae (zajedavke, ce-ce muhe)
66. Porodica Gobryidae
67. Porodica Helcomyzidae
68. Porodica Heleomyzidae
69. Porodica Helosciomyzidae
70. Porodica Hesperinidae
71. Porodica Heterocheilidae
72. Porodica Heteromyzidae
73. Porodica Hilarimorphidae
74. Porodica Hippoboscidae
75. Porodica Homalocnemiidae
76. Porodica Huttoninidae
77. Porodica Hybotidae
78. Porodica Inbiomyiidae
79. Porodica Ironomyiidae
80. Porodica Keroplatidae
81. Porodica Lauxaniidae
82. Porodica Lonchaeidae
83. Porodica Lonchopteridae
84. Porodica Lygistorrhinidae
85. Porodica Marginidae
86. Porodica Megamerinidae
87. Porodica Micropezidae
88. Porodica Milichiidae
89. Porodica Mormotomyiidae
90. Porodica Muscidae (muhe)
91. Porodica Mycetophilidae
92. Porodica Mydidae
93. Porodica Mystacinobiidae
94. Porodica Nannodastiidae
95. Porodica Natalimyzidae
96. Porodica Nemestrinidae
97. Porodica Neminidae
98. Porodica Neriidae
99. Porodica Neurochaetidae
100. Porodica Nothybidae
101. Porodica Nymphomyiidae
102. Porodica Odiniidae
103. Porodica Oestridae
104. Porodica Opetiidae
105. Porodica Opomyzidae
106. Porodica Oreogetonidae
107. Porodica Oreoleptidae
108. Porodica Pachyneuridae
109. Porodica Pallopteridae
110. Porodica Pantophthalmidae
111. Porodica Pelecorhynchidae
112. Porodica Periscelididae
113. Porodica Perissommatidae
114. Porodica Phaeomyiidae
115. Porodica Phoridae
116. Porodica Piophilidae
117. Porodica Pipunculidae
118. Porodica Platypezidae
119. Porodica Platystomatidae
120. Porodica Psilidae
121. Porodica Psychodidae
122. Porodica Ptychopteridae
123. Porodica Pyrgotidae
124. Porodica Rangomaramidae
125. Porodica Rhagionidae
126. Porodica Rhiniidae
127. Porodica Rhinophoridae
128. Porodica Richardiidae
129. Porodica Ropalomeridae
130. Porodica Sarcophagidae
131. Porodica Scathophagidae
132. Porodica Scatopsidae
133. Porodica Scenopinidae
134. Porodica Sciaridae
135. Porodica Sciomyzidae
136. Porodica Sepsidae
137. Porodica Simuliidae (mušice svrbljivice)
138. Porodica Somatiidae
139. Porodica Sphaeroceridae
140. Porodica Stratiomyidae (vojničke muhe)
141. Porodica Syringogastridae
142. Porodica Syrphidae (osolike muhe)
143. Porodica Tabanidae (obadi)
144. Porodica Tachinidae (muhe gusjeničarke; tahine)
145. Porodica Tachiniscidae
146. Porodica Tanyderidae
147. Porodica Tanypezidae
148. Porodica Tephritidae
149. Porodica Teratomyzidae
150. Porodica Thaumaleidae
151. Porodica Therevidae
152. Porodica Trichoceridae
153. Porodica Ulidiidae
154. Porodica Valeseguyidae
155. Porodica Vermileonidae
156. Porodica Xenasteiidae
157. Porodica Xylomyidae
158. Porodica Xylophagidae
159. Rod Afrotricha
160. Rod Anthepiscopus
161. Rod Asteia
162. Rod Bibio
163. Rod Clidonia
164. Rod Culex
165. Rod Diastata
166. Rod Aegle (Egle)
167. Rod Freemanomyia
168. Rod Helina
169. Rod Iteaphila
170. Rod Loicia
171. Rod Mosillus
172. Rod Musca
173. Rod Nemotelus
174. Rod Odinia
175. Rod Oestrus
176. Rod Pararibia
177. Rod Promachus
178. Rod Rhagio
179. Rod Sapromyza
180. Rod Scathophaga
181. Rod Sciaropota
182. Rod Sciarosoma
183. Rod Sephanilla
184. Rod Starkomyia
185. Rod Stylophora
186. Rod Tauromyia
187. Rod Taxicnemis
188. Rod Tendeba
189. Rod Tipula
190. Rod Trichoceromyza
191. Rod Volucella